# Nucleoplasmina
Gran proteína pentamérica del núcleo, que presenta dominios diferentes en la cabeza y en la cola. Las cabezas pueden ser separadas de las colas mediante fragmentación proteolítica limitada.
Cuando se inyectan moléculas intactas de nucleoplasmina en el citoplasma de un oocito de rana, se acumulan rápidamente en el núcleo a pesar de que al parecer son demasiado voluminosas como para poder difundir pasivamente a través del complejo del poro nuclear. 
Su llegada al núcleo está mediada por una señal de localización nuclear, encargada de dirigir las proteínas nucleares (captadas por los poros nucleares) hasta el núcleo. En el caso de la nucleoplasmina, la señal de localización nuclear consiste en una secuencia bipartita de aminoácidos, formada por una secuencia Lys-Arg separada por diez aminoácidos de otra secuencia Lys-Lys-Lys-Lys. 
Otro ejemplo de señal de localización es el Antígeno T, que al contrario que la anterior, consiste en una corta cadena de aminoácidos.